# Argentin nemzeti kongresszus
Az argentin nemzet kongresszusa (spanyolul: Congreso de la Nación Argentina) Argentína kormányának jogalkotási ága. Összetétele kétkamarás, egy 72 férőhelyes szenátus és egy 257 férőhelyes képviselőház alkotja. A Kongresszusi Palota Buenos Airesben található, Avenida de Mayo nyugati végén (amelynek másik végén a Casa Rosada). Az argentin nemzeti autópályákra vonatkozó kilométeres nulla az épület melletti kongresszusi téren mérföldkőnek számít.

## Működése
Az argentin nemzeti kongresszus kétkamarás, amely a szenátusból és a képviselőházból áll. A rendes ülések március 1-től november 30-ig tartanak, de Argentína elnöke jogosult rendkívüli üléseket összehívni a szünet alatt, ha szükséges. A szenátorok és a helyettesek parlamenti mentelmi jogot élveznek megbízatásaik alatt, amelyeket a társaik visszavonhatnak, ha egy szenátort vagy helyettest rajtakapnak a bűncselekmény elkövetése közben.
A kongresszus feladata az adók és szokások meghatározása, amelyeknek egységesnek kell lenniük az ország egész területén. Szabályozza az argentin nemzeti bankot, kezeli a belső és külső adósságfizetést, és a nemzeti valuta értékét (jelenleg az argentin peso). Szabályozza a polgári, kereskedelmi, büntetőjogi, bányászati, munkaügyi és szociális jóléti törvényeket, amelyek mindegyike nem lehet ellentétes a tartományi törvényekkel. A kongresszusnak engedélyeznie kell a nemzeti vagy tartományi korlátok megváltoztatását, vagy új tartományok létrehozását.
A Kongresszus jogosult minden olyan nemzetközi szerződést jóváhagyni vagy elutasítani, amelyet Argentína más államokkal vagy nemzetközi szervezetekkel írt alá. A jóváhagyáskor a szerződések elsőbbséget élveznek a rendes jogszabályokkal szemben. A Kongresszusnak engedélyeznie kell a háborúk nyilatkozatait és a béke aláírását, valamint Argentína hadereje mobilizálását az argentin területeken belül vagy kívül.

## Története
1976-tól 1983-ig Argentína kongresszusi palotája a CAL (jogalkotási tanácsadó bizottság), a három fegyveres erők tisztviselőinek csoportja volt. Felkérte a törvények felülvizsgálatát és megvitatását, mielőtt azokat az ügyvezető osztály kiadta volna, de a nemzeti reorganizációs folyamat során katonai elnököket szolgáltak. A gyakorlatban ez a mechanizmus a hadsereg, a haditengerészet és a légierő három főparancsnoka közötti különbségek felderítésére és megvitatására irányult egy konkrét projekt vonatkozásában. A CAL-t az Acta del Proceso de Reorganización Nacional (Nemzeti Reorganizációs Szabály) hozta létre, amely az 1976. március 24-i puccsot követően létrehozott katonai kormány irányadó dokumentuma.
Az Alkotmány 1994-es reformját követően a szenátust 48 tagból (tartományonként vagy kerületenként kettő) 72 tagra terjesztették ki, ahol a szenátor választásán második helyet szerezni kívánó fél biztosan kapja a harmadik helyet a megfelelő tartományban.

## Fordítás
Ez a szócikk részben vagy egészben  a   National Congress of Argentina című angol Wikipédia-szócikk ezen változatának fordításán alapul.  Az eredeti cikk szerkesztőit annak laptörténete sorolja fel. Ez a jelzés csupán a megfogalmazás eredetét és a szerzői jogokat jelzi, nem szolgál a cikkben szereplő információk forrásmegjelöléseként.